# 丘念台
丘念台（1894年3月11日—1967年1月12日），初名伯琮、國琮，入中學時更名琮，臺灣省臺灣縣捒東上堡大埔厝莊（今台中市潭子區）人，中華民國陸軍少將、臺灣教育家，為清臺要員、臺灣民主國副總統丘逢甲之子。其父於臺灣被割讓日本後離台遷居廣東鎮平（今蕉嶺縣），榜其居曰「念臺山館」，以示不忘光復臺灣，更為子取別號念臺，冀其繼承父志完成復臺宏願。念台仰承庭訓，奉為畢生力行之鵠的，日後辦中國國民黨黨務時，總裁蔣中正發給黨部委任狀，書其名為「丘念台」，自此以「念台」為正名，易「臺」為「台」。政治立場上親近CC派。

## 早年生平
念台天資聰穎，五歲啟蒙，父母即教以詩文，灌輸其民族思想。年十三，入鎮平縣立中學，時革命思潮到處湧盪，次年經教師丘君實（光漢）介紹加入同盟會，立志獻身革命事業。中學畢業後，適值武昌起義成功，認為報國時機已至，乃獨往梅縣欲參加革命工作，為家人發覺追回。次年二月，父喪，守制盡孝。是年秋赴滬升入大同學校就讀。民國二年，赴日深造，初入成城中學，未久，中國政局不安，發生倒袁運動，學費難籌，乃返國考取官費生。民國三年，入東京第一高等學校預科，隔年以成績優異，依制派至日本第四高等学校，接受嚴格軍國民教育。
念台留日，志在陸軍，次在造船，以臺灣為一海島，當發展造船，以便對外聯絡，然二者入未能如願。為方便聯絡留日臺籍學生，乃於民國八年秋四高畢業後，入東京帝國大學理學部物理科，次年轉讀工學部採礦科。十二年復入該校大學院深造，從事各種礦場研究。在此期鼎，念台結合臺籍青年組織「東寧學會」，聯絡感情，研究學術，並發展臺人嚮往中國祖國之意念。另有意返粵協辦開發廣東高州石油礦計畫，後因時局動盪，擱置未行。

## 回國服務
民國十四年，念台放棄學位，結束研究工作，遵守官費生返國規定，回穗任教廣東大學及廣東省立工業專門學校。八月初，以粵局不安，難用所學，乃赴東北擔任瀋陽兵工廠技師，負責檢查新購機械及新制槍砲彈，並藉此觀察東北礦藏實況，但歷時半載，囿於工作環境，未能發揮實際礦務專長。念台認為且以東北當局製造槍砲，固為防止日本異動，但對內則有伺機入關之意，故於完成撫順縣石門寨煤產調查工作計畫書後，則告假回粵，並函請辭職。後接楊督辦函促回廠，允以專辦開礦工作，遂再度前往。先後勘定遼寧正北西安縣煤礦，修築奉海鐵路，成立西安煤礦公司，任採礦主任。
民國十七年夏辭職返粵，籌畫基金，自辦煤礦，嗣經兩廣政治分會聘為建設委員，曾條陳「開發兩廣礦業計畫」，次年受聘粵省府顧問，民十九年兼任廣東省立工業學校校長，於校內附設華僑補習班，專收臺籍青年赴粵升學，以灌輸愛國思想。雖遭日駐粵總領事橫加千涉，但念台不為所動，受訓青年日後卒成後國府光復臺灣之中堅，並有多人在中央及地方出膺艱鉅。
民國二十年四月，念台因籌辦私立華僑學校，赴臺籌款，以粵局突變，乃經香港赴日。六月，應十九路軍總司令陳銘樞電召回國，於上海協辦該軍後方文電工作。是年，九一八事變發生，舉國激昂，念台鑒於東北易幟，華北局勢緊張，共軍長征，內戰未停，國勢阽危，乃放棄研習礦產，以抗日救國為要務，結合學界名流，呼籲各黨派捐棄私見，停止紛爭，合力對外，並發動廣東及上海各抗日團體捐款援助東北義勇軍運動。是年冬，親率慰勞團員出關，分赴興城、凌南、綏中各地駐防部隊，致送捐款，濟助慰問。返經山海關，值上海「一二八」戰事爆發，因十九路軍英勇抵抗，重創日軍，念台乘機就地宣導，向東北軍柯柱國師致意，勸所部襲擊錦州及秦皇島日軍，但何氏持觀望態度，未採取行動。
民國二十一年，滿洲國成立，日本將領本庄繁及土肥原賢二率所部分駐關內外，念台益感憤恨，於是年至天津，參加監督各方進行消滅兩日本將領計畫，因事機不密而失敗。復於八、九月間轉往熱河、張家口等地慰問西北軍馮玉祥部，促其堅決抗日。此外，念台因積極從事抗日工作，以廣州、上海、天津、北平為其活動基地，以致引起日本使館注意，將其列為「抗日激烈份子」，追蹤監視，時加威脅，但念台不為己甚，並向廣州駐軍總司令陳濟棠、公安局長何犖提出清除廣東各地日諜計畫，以及反間工作。
民國二十三年八月念台暫離諜報工作，離穗赴滬，不意受人栽誣，乃遭中央通緝，遂隱居蕉嶺故鄉，卒獲澄清。二十四年三月，念台應聘至廣州中山大學任教，日方諜報單位復用種種方法威逼利誘，促其停止抗日防諜行動，屢瀕於危，均嚴詞拒絕。念台並於任教期間，協助校方疏導學生抗日運動風潮，以平抑學生浮動心情。

## 抗戰時組訓民眾
民國二十六年，七七事變發生，國軍全面抗戰，九、十月間，中山大學開始疏遷，念台以教授身份，訪問駐防潮汕軍部各級將領，鼓勵抗日。次年二月間，念台為期早日克敵制勝，不辭險阻，跋涉大後方，先後赴西北，西南等地考察訪問組訓工作，後經海防、香港返抵廣州，歷時九月餘，所獲資料心得皆隨手錄存。其間艱苦備嘗，沿途告貸，但對西北、西南為後方抗戰基地，有持久必勝之信心及準備，並以此信念轉告所接觸之民眾，鼓勵協助政府抗戰到底。是年十月，廣州棄守，粵省黨政軍當局以念台曾研究組訓民眾及游擊戰術，紛請協助，遂第四路軍（後改稱第十二集團軍）總司令余漢謀之聘，籌畫東江抗戰敵事宜，負責擔任惠、潮、梅二十五縣民眾訓練，並成立「東區服務隊」，號召青年參加訓練，作為協助抗戰基幹。嗣獲第四戰區司令長官張發奎聘為司令部少將參議，由此轉為軍職，乃擴大工作計畫，於二十八年秋，率隊駐紮廣州外圍羅浮山南麓，從事禦日、防共、安政、教民等工作，先後達六年之久，此外並推動每保辦一戰時小學計畫，以惠州以東的橫壢為中，推展至惠陽、博羅、紫金、河源等縣區，
先後成立45間小學。
「東區服務隊」的成員有：鍾浩東、蔣碧玉（蔣渭水養女）、蕭道應、黃素貞（汐止人，蕭妻）、李南鋒（屏東人，鍾浩東表弟）、黎明華、丘繼英（後任苗栗區長）、徐森源（後至基隆中學任教）

## 臺灣光復前後
1943年（民國32年），開羅會議要求臺灣歸還中國，國民政府中央作接收準備，在福建漳州成立中國國民黨臺灣直屬黨部，以及臺灣調查委員會，念台奉派為執行委員和調查委員，奔走閩粵，策進復臺工作。次年二月，結束東區服務隊事務，專任臺灣黨務，將原有隊員加入黨部工作，仍以惠陽、博羅為根據地，訂定工作計畫，成立粵東工作團，自任團長，指派人員深入港、穗、汕聯繫當地臺人，滲入臺灣及沿海戰區工作。
1945年（民國34年）二月，閩贛粵邊區駐防總司令香翰屏以念台在廣州、香港等地主持滲透聯繫工作，極為成功，乃介紹其與美國十四航空隊合作，進行招募登陸臺灣之嚮導人員，念台特挑選幹練臺籍青年16人在梅縣集訓待命，拒受美軍酬金。是年八月，日本宣布投降，念台時在福建永安，聞訊急返廣州並寓居同鄉涂思宗於法政路6號之宅邸中，從事安撫臺胞及處理黨務等相關工作。十月二十五日中華民國接管臺灣，中國國民黨臺灣直屬黨部改為臺灣省黨部，念台仍任執行委員，
1946年春受任為監察院監察委員。在此期間，念台於廣州率同粵東工作團團員分向各收容所慰問臺胞，設法救濟，復向重慶中央及臺灣地方當局陳述臺胞處境苦衷，勿概以漢奸論罪，並撰文披露報端，為臺人請命。其後終得行政院察納，通令全國，除少數臺航莠民確有非有迫害事證者以戰犯論處外，餘則一律免究，悉予寬釋，陸續遣送返鄉，俾能各安生業。此項結果，實為念台愛鄉之一大貢獻。8月，籌組「台灣光復致敬團」與林獻堂、陳炘、李建興等十五人，晉見國府黨政軍各界，進行全面性的溝通與觀察，直至同年10月才返臺。
1947年，二二八事件後，白崇禧奉派至台灣調查與善後，白崇禧即透過張發奎急邀丘念台赴台宣撫，3月27日抵台後，主張寬大處理、停止逮捕，並於日後監察院的調查報告指出，官警妄殺於先，軍憲枉法逞威過度濫殺於後。

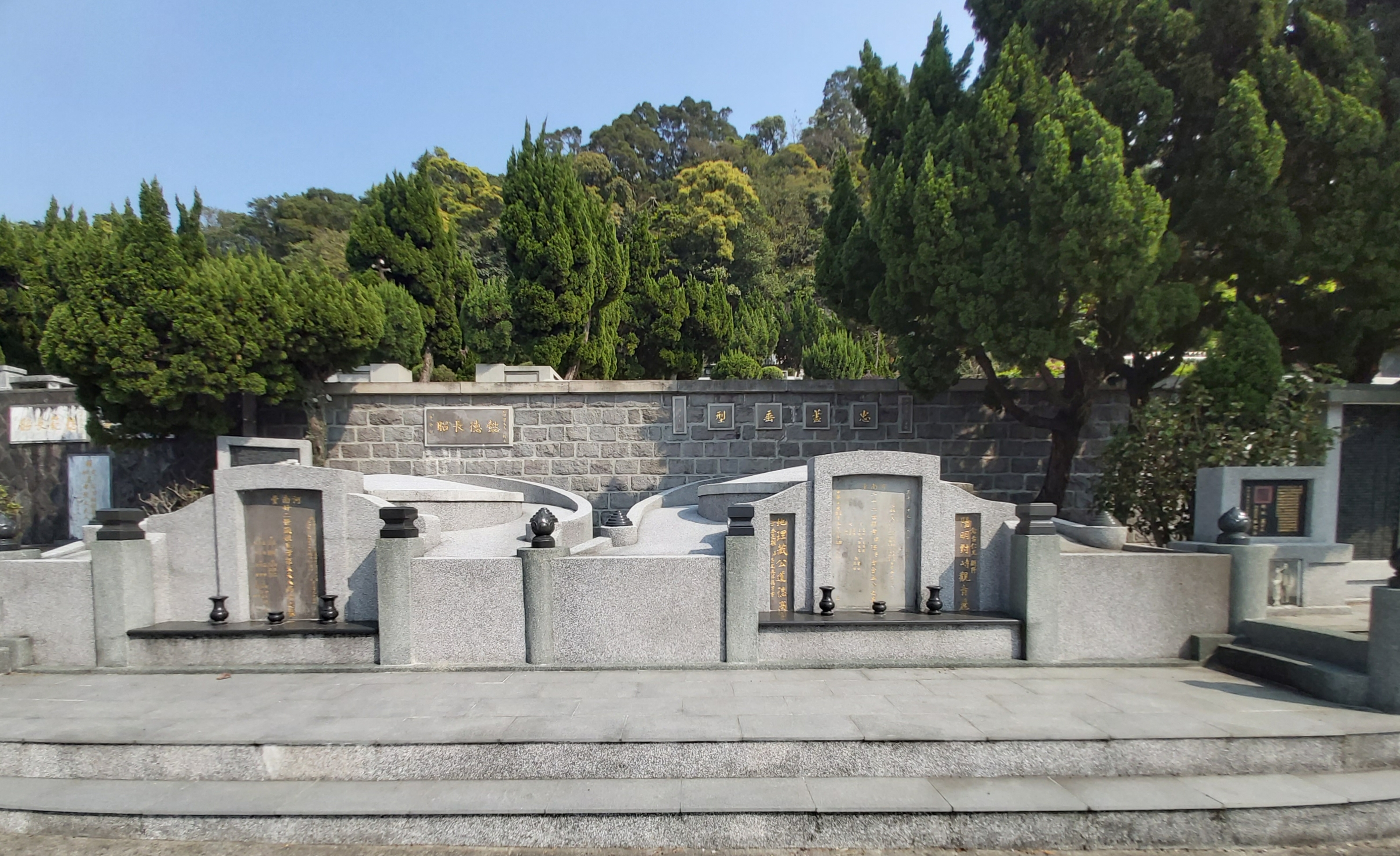
丘念台墓

1961年，丘念台、楊亮功與台灣中部地區士紳以紀念丘逢甲而創建「逢甲工商學院」，爾後之逢甲大學前身。
1967年因腦溢血病逝於日本東京，死後葬於陽明山公墓。
1968年，丘念台的女兒丘棣華創建「竹林中學」。

## 親屬
- 父：丘逢甲
- 子：丘應楠，美國化學家
- 女：丘棣華，竹林中學創辦人

### 引用
1. ↑  白先勇, 廖彥博. . 時報出版. 2014-03-10.
2. ↑  林文龍. . 國史館台灣文獻館電子報. 2015-10-29  [2018-02-21]. （原始内容存档于2018-02-21）.
3. ↑  劉志原. . 鏡週刊. 2021-06-06  [2023-01-15]. （原始内容存档于2023-01-15）.
4. ↑  . 《臺灣民聲日報》. 1967-01-14.
5. ↑  . 《臺灣民聲日報》. 1967-01-24.

### 書籍
- 劉宗烈. . 國史擬傳第四輯. 北縣新店：國史館. 1993-06: 8–16.